# Saint-Romain-le-Noble
Saint-Romain-le-Noble is een gemeente in het Franse departement Lot-et-Garonne (regio Nouvelle-Aquitaine) en telt 416 inwoners (1999). De plaats maakt deel uit van het arrondissement Agen.

## Geografie
De oppervlakte van Saint-Romain-le-Noble bedraagt 8,4 km², de bevolkingsdichtheid is 49,5 inwoners per km².
De onderstaande kaart toont de ligging van Saint-Romain-le-Noble met de belangrijkste infrastructuur en aangrenzende gemeenten.

## Demografie
Onderstaande figuur toont het verloop van het inwonertal (bron: INSEE-tellingen).